# Кристаландия
Кристаландия (порт. Cristalândia) — муниципалитет в Бразилии, входит в штат Токантинс. Составная часть мезорегиона Западный Токантинс. Входит в экономико-статистический микрорегион Риу-Формозу. Население составляет  7 234 человека на 2010 год. Занимает площадь 1 848,241 км². Плотность населения — 3,91 чел./км².

## Демография
Согласно сведениям, собранным в ходе переписи 2010 г. Национальным институтом географии и статистики (IBGE), население муниципалитета составляет:
| Полное население                               | Полное население                               | Полное население                               | Полное население                               | 7 234 |
| ---------------------------------------------- | ---------------------------------------------- | ---------------------------------------------- | ---------------------------------------------- | ----- |
| в том числе:                                   | Городское население                            | 5 924                                          | Процент городского населения, %                | 81,89 |
|                                                | Сельское население                             | 1 310                                          | Процент сельского населения, %                 | 18,11 |
|                                                | Мужское население                              | 3 699                                          | Процент мужского населения, %                  | 51,13 |
|                                                | Женское население                              | 3 535                                          | Процент женского населения, %                  | 48,87 |
| Плотность населения, чел/км²                   | Плотность населения, чел/км²                   | Плотность населения, чел/км²                   | Плотность населения, чел/км²                   | 3,91  |
| Население муниципалитета в % к населению штата | Население муниципалитета в % к населению штата | Население муниципалитета в % к населению штата | Население муниципалитета в % к населению штата | 0,52  |

По данным оценки 2016 года население муниципалитета составляет 7 386 жителей.

## Статистика
- Валовой внутренний продукт на 2003 составляет 19.749.210,00 реалов (данные: Бразильский институт географии и статистики).
- Валовой внутренний продукт на душу населения на 2003 составляет 2.792,99 реалов (данные: Бразильский институт географии и статистики).
- Индекс развития человеческого потенциала на 2000 составляет 0,749 (данные: Программа развития ООН).

## Важнейшие населенные пункты
| № | Населённый пункт | Населённый пункт (порт.) | Категория | Население чел. (2010) | На карте                        |
| - | ---------------- | ------------------------ | --------- | --------------------- | ------------------------------- |
| 1 | Кристаландия     | Cristalândia             | город     | 5 924                 | 10°35′57″ ю. ш. 49°11′44″ з. д. |